# Тетішері

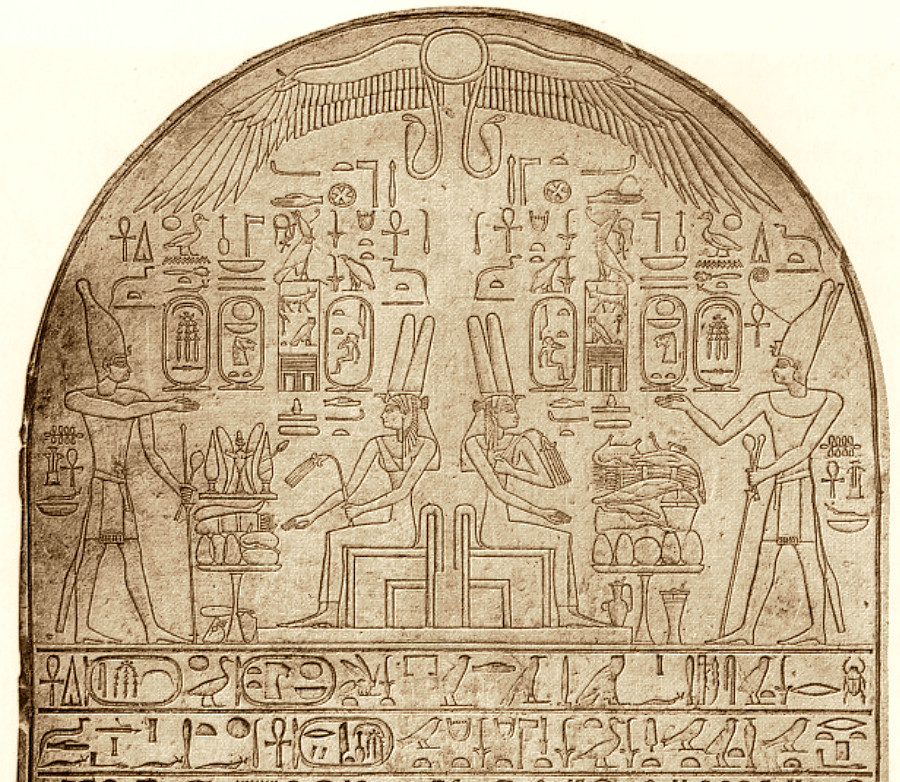
Стела з зображенням Тетішері (Єгипетський музей)

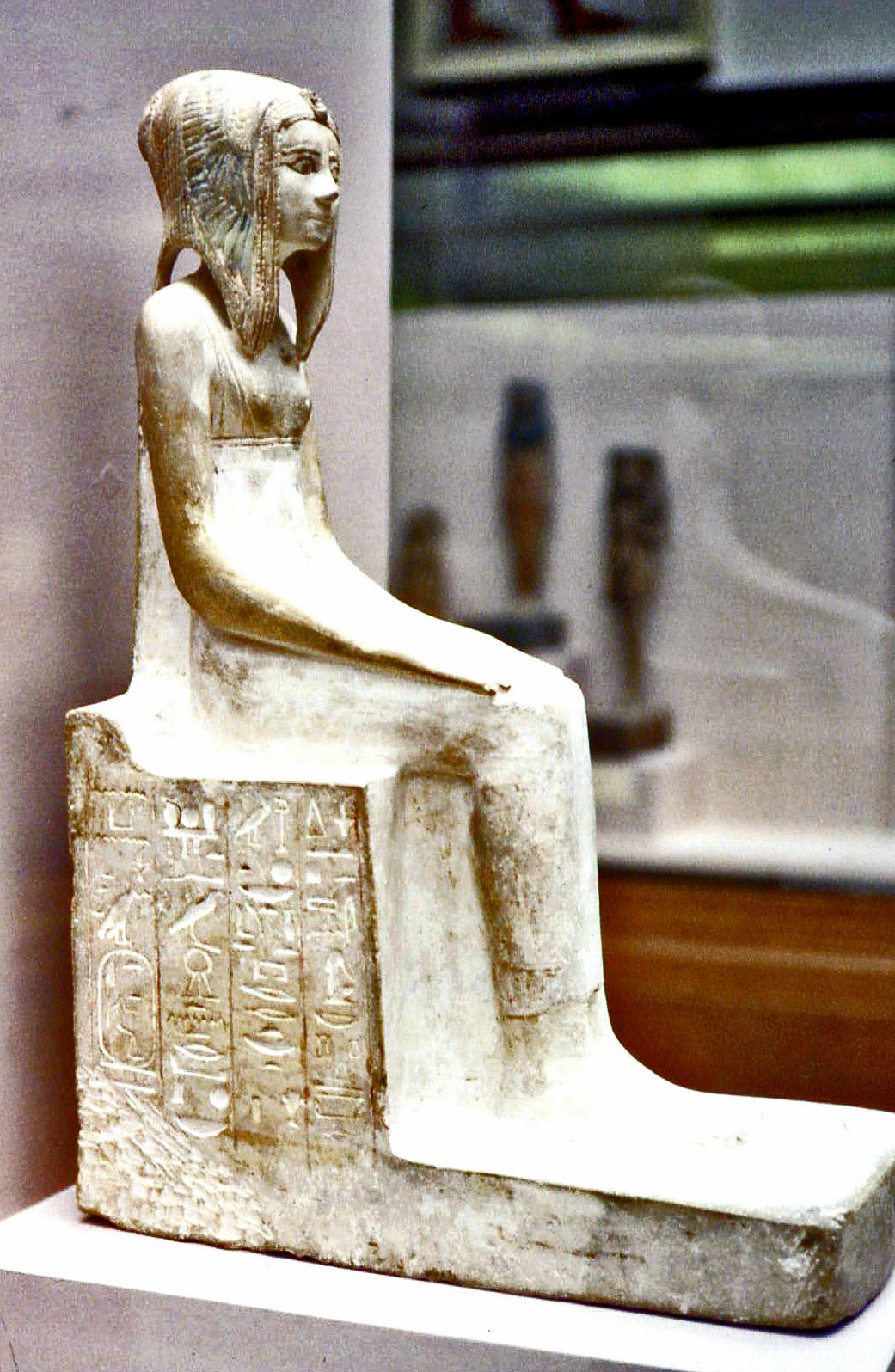
Стела з зображенням Тетішері. Британський музей

Тетішері — давньоєгипетська цариця-мати в період пізньої XVII династії і початку XVIII династії.
Праматір Тетішері — жінка-простолюдинка, маленького зросту, з виступаючими вперед зубами. Ця відмінна особливість характерна для всіх її нащадків. Вона стала царицею Тетішері, яка мала титул «великої царської дружини». Її син Таа II і донька Яххотеп стали батьками першого правителя цієї династії Яхмоса I. Татішері сидить у величній позі з лілією в руці. Також онук побудував для бабусі піраміду з садом і озером, але похована вона була в Фівах в сімейному склепі. Її мумія була знайдена в схованці Дейр ель-Бахрі. Дружина Таа I Старшого, мати Таа II Секененра і бабуся Камоса і Яхмоса I. Тетішері була одним з лідерів фіванського національно-визвольного руху і активно брала участь в вигнанні гіксосів з Єгипту.

## Культурний вплив
Тетішері — одна з головних дійових осію романа Нагіба Махфуза «Війна в Фівах» і трилогії Крістіана Жака «Гнів Богів», які розповідають про звільнення Єгипту з-під влади гіксосів.